# Born This Way (single)
Born This Way is een nummer van de Amerikaanse popzangeres Lady Gaga.

## Lady Gaga
"Born This Way" werd geproduceerd en geschreven door Fernando Garibay, DJ White Shadow (Paul Edward Blair), Jeppe Laursen en Lady Gaga. Het werd door platenfirma Interscope Records op 11 februari 2011 uitgebracht als de leadsingle van het gelijknamige studioalbum, dat op 23 mei 2011 uitkwam.

### Release en ontvangst
Op 12 september 2010 tijdens de VMA's (waar zij een prijs won) zong Lady Gaga voor het eerst het refrein van "Born This Way". Op 27 januari maakte ze de songtekst van het lied bekend en twee weken later werd de release op haar verzoek vervroegd naar 11 februari 2011. Het nummer was direct na uitgave een commercieel succes en het werd op de Amerikaanse radiostations in één dag een recordaantal (meer dan duizend) keer gespeeld. Het vorige record stond op naam van Britney Spears met "Hold It Against Me". Ook op iTunes Store stond Gaga op één in 23 landen, waaronder België en Nederland. "Born This Way" bereikte de eerste positie in Nederland, de Verenigde Staten, Spanje, Finland, Nieuw-Zeeland en Canada.

### Videoclip
De videoclip werd opgenomen in het weekend van 22 en 23 januari. De regisseur van de clip is Nick Knight. De clip is op 28 februari 2011 om 17:00 Nederlandse tijd uitgekomen op VEVO en duurt 7:20 minuten. De videoclip is de eerste dag meer dan 2 miljoen keer bekeken op YouTube. De clip zou volgens sommigen verwijzingen bevatten naar onder andere Madonna. Ook is in de inleiding het themalied uit de film Vertigo van componist Bernard Herrmann te horen.
Deze clip is net als "Paparazzi", "Telephone" en "Alejandro" een minifilm. In de inleiding vertelt Gaga over het ontstaan van een nieuw ras binnen de mens, een ras zonder vooroordelen. Daarna volgt een dansscène. We zien haar ook op een troon zitten, verkleed als skelet in een smoking en besmeurd met olie. Op het einde zien we haar zitten op een eenhoorn (die we ook zien op haar linkerbeen als tatoeage).

### Aflevering van Glee
De Amerikaanse televisieserie Glee zond op 26 april 2011 in de Verenigde Staten een anderhalf uur durende aflevering uit getiteld "Born this Way". Deze aflevering handelt over de vraag hoe om te gaan met zelfacceptatie-kwesties. Lauren is in de running om Prom Queen te worden en Rachel overweegt een neuscorrectie.

### Promotie
Voor het nummer was uitgebracht, deden Ellen DeGeneres, Justin Bieber en James Blunt een gok hoe het lied zou klinken. De live-première was tijdens de Grammy Awards van 2011. Tijdens het optreden kwam Gaga uit een ei en ze speelde op een groot orgel. Op 20 februari 2011 werd "Born This Way" toegevoegd aan de setlist van The Monster Ball Tour. Later dat jaar zong ze het lied tijdens Saturday Night Live, Good Morning America en de Graham Norton Show. Tijdens deze twee laatste shows kroop ze in een glazen bak met olie – dit is een verwijzing naar de videoclip, waarin Gaga ook besmeurd met olie rondloopt. Op oudejaarsavond zong Gaga "Heavy Metal Lover", "Marry the Night" en "Born This Way". Gaga zong het nummer ook tijdens haar 'Born This Way Ball' en 'ArtRAVE: The Artpop Ball'.

### Releasedata
| Land                | Releasedatum     | Formaat                   |
| ------------------- | ---------------- | ------------------------- |
| Wereldwijd          | 11 februari 2011 | muziekdownload            |
| Australië           | 11 februari 2011 | radio                     |
| Verenigde Staten    | 15 februari 2011 | radio                     |
| Australië           | 4 maart 2011     | cd-single                 |
| Duitsland           | 11 maart 2011    | cd-single                 |
| Griekenland         | 14 maart 2011    | cd-single                 |
| Verenigd Koninkrijk | 14 maart 2011    | cd-single                 |
| Nieuw-Zeeland       | 15 maart 2011    | cd-single                 |
| Verenigde Staten    | 15 maart 2011    | cd-single                 |
| Japan               | 16 maart 2011    | cd-single, muziekdownload |
| Polen               | 18 maart 2011    | cd-single                 |
| Taiwan              | 29 april 2011    | 12"                       |

### Hitnoteringen

#### Nederlandse Top 40
| Hitnotering: 26-02-2011 t/m 07-05-2011 | Hitnotering: 26-02-2011 t/m 07-05-2011 | Hitnotering: 26-02-2011 t/m 07-05-2011 | Hitnotering: 26-02-2011 t/m 07-05-2011 | Hitnotering: 26-02-2011 t/m 07-05-2011 | Hitnotering: 26-02-2011 t/m 07-05-2011 | Hitnotering: 26-02-2011 t/m 07-05-2011 | Hitnotering: 26-02-2011 t/m 07-05-2011 | Hitnotering: 26-02-2011 t/m 07-05-2011 | Hitnotering: 26-02-2011 t/m 07-05-2011 | Hitnotering: 26-02-2011 t/m 07-05-2011 | Hitnotering: 26-02-2011 t/m 07-05-2011 | Hitnotering: 26-02-2011 t/m 07-05-2011 |
| Week:                                  | 1                                      | 2                                      | 3                                      | 4                                      | 5                                      | 6                                      | 7                                      | 8                                      | 9                                      | 10                                     | 11                                     |                                        |
| -------------------------------------- | -------------------------------------- | -------------------------------------- | -------------------------------------- | -------------------------------------- | -------------------------------------- | -------------------------------------- | -------------------------------------- | -------------------------------------- | -------------------------------------- | -------------------------------------- | -------------------------------------- | -------------------------------------- |
| Positie:                               | 1                                      | 1                                      | 4                                      | 4                                      | 4                                      | 4                                      | 5                                      | 6                                      | 14                                     | 24                                     | 36                                     | uit                                    |

#### NederlandseSingle Top 100
| Hitnotering: 19-02-2011 t/m 09-07-2011 | Hitnotering: 19-02-2011 t/m 09-07-2011 | Hitnotering: 19-02-2011 t/m 09-07-2011 | Hitnotering: 19-02-2011 t/m 09-07-2011 | Hitnotering: 19-02-2011 t/m 09-07-2011 | Hitnotering: 19-02-2011 t/m 09-07-2011 | Hitnotering: 19-02-2011 t/m 09-07-2011 | Hitnotering: 19-02-2011 t/m 09-07-2011 | Hitnotering: 19-02-2011 t/m 09-07-2011 | Hitnotering: 19-02-2011 t/m 09-07-2011 | Hitnotering: 19-02-2011 t/m 09-07-2011 | Hitnotering: 19-02-2011 t/m 09-07-2011 | Hitnotering: 19-02-2011 t/m 09-07-2011 | Hitnotering: 19-02-2011 t/m 09-07-2011 | Hitnotering: 19-02-2011 t/m 09-07-2011 | Hitnotering: 19-02-2011 t/m 09-07-2011 | Hitnotering: 19-02-2011 t/m 09-07-2011 | Hitnotering: 19-02-2011 t/m 09-07-2011 | Hitnotering: 19-02-2011 t/m 09-07-2011 | Hitnotering: 19-02-2011 t/m 09-07-2011 | Hitnotering: 19-02-2011 t/m 09-07-2011 | Hitnotering: 19-02-2011 t/m 09-07-2011 | Hitnotering: 19-02-2011 t/m 09-07-2011 |
| Week:                                  | 1                                      | 2                                      | 3                                      | 4                                      | 5                                      | 6                                      | 7                                      | 8                                      | 9                                      | 10                                     | 11                                     | 12                                     | 13                                     | 14                                     | 15                                     | 16                                     | 17                                     | 18                                     | 19                                     | 20                                     | 21                                     |                                        |
| -------------------------------------- | -------------------------------------- | -------------------------------------- | -------------------------------------- | -------------------------------------- | -------------------------------------- | -------------------------------------- | -------------------------------------- | -------------------------------------- | -------------------------------------- | -------------------------------------- | -------------------------------------- | -------------------------------------- | -------------------------------------- | -------------------------------------- | -------------------------------------- | -------------------------------------- | -------------------------------------- | -------------------------------------- | -------------------------------------- | -------------------------------------- | -------------------------------------- | -------------------------------------- |
| Positie:                               | 1                                      | 3                                      | 4                                      | 4                                      | 8                                      | 7                                      | 9                                      | 14                                     | 22                                     | 26                                     | 32                                     | 33                                     | 46                                     | 34                                     | 17                                     | 20                                     | 32                                     | 39                                     | 63                                     | 64                                     | 77                                     | uit                                    |

#### VlaamseUltratop 50
| Hitnotering: 19-02-2011 t/m 11-06-2011 | Hitnotering: 19-02-2011 t/m 11-06-2011 | Hitnotering: 19-02-2011 t/m 11-06-2011 | Hitnotering: 19-02-2011 t/m 11-06-2011 | Hitnotering: 19-02-2011 t/m 11-06-2011 | Hitnotering: 19-02-2011 t/m 11-06-2011 | Hitnotering: 19-02-2011 t/m 11-06-2011 | Hitnotering: 19-02-2011 t/m 11-06-2011 | Hitnotering: 19-02-2011 t/m 11-06-2011 | Hitnotering: 19-02-2011 t/m 11-06-2011 | Hitnotering: 19-02-2011 t/m 11-06-2011 | Hitnotering: 19-02-2011 t/m 11-06-2011 | Hitnotering: 19-02-2011 t/m 11-06-2011 | Hitnotering: 19-02-2011 t/m 11-06-2011 | Hitnotering: 19-02-2011 t/m 11-06-2011 | Hitnotering: 19-02-2011 t/m 11-06-2011 | Hitnotering: 19-02-2011 t/m 11-06-2011 | Hitnotering: 19-02-2011 t/m 11-06-2011 | Hitnotering: 19-02-2011 t/m 11-06-2011 |
| Week:                                  | 1                                      | 2                                      | 3                                      | 4                                      | 5                                      | 6                                      | 7                                      | 8                                      | 9                                      | 10                                     | 11                                     | 12                                     | 13                                     | 14                                     | 15                                     | 16                                     | 17                                     |                                        |
| -------------------------------------- | -------------------------------------- | -------------------------------------- | -------------------------------------- | -------------------------------------- | -------------------------------------- | -------------------------------------- | -------------------------------------- | -------------------------------------- | -------------------------------------- | -------------------------------------- | -------------------------------------- | -------------------------------------- | -------------------------------------- | -------------------------------------- | -------------------------------------- | -------------------------------------- | -------------------------------------- | -------------------------------------- |
| Positie:                               | 2                                      | 1                                      | 5                                      | 5                                      | 5                                      | 5                                      | 11                                     | 11                                     | 16                                     | 26                                     | 30                                     | 34                                     | 42                                     | 38                                     | 48                                     | 18                                     | 40                                     | uit                                    |

#### NPO Radio 2 Top 2000
| Nummer met noteringen in de NPO Radio 2 Top 2000 | '21  | '22  | '23  | '24  |
| ------------------------------------------------ | ---- | ---- | ---- | ---- |
| Born This Way                                    | 1265 | 1038 | 1203 | 1177 |

1. ↑  Een vetgedrukt getal geeft de hoogste notering aan.
2. ↑  2021 was het eerste jaar met een notering voor dit nummer.

## Paul Turner
In de vierde liveshow van tweede seizoen van The voice of Holland zong Paul Turner op 23 december 2011 het nummer "Born This Way". Na de uitzending was het nummer meteen verkrijgbaar als muziekdownload. Hierdoor kwam de single een week later op nummer 66 binnen in de Nederlandse Single Top 100.

### Hitnotering

#### NederlandseSingle Top 100
| Hitnotering: 31-12-2011 t/m 21-01-2012 | Hitnotering: 31-12-2011 t/m 21-01-2012 | Hitnotering: 31-12-2011 t/m 21-01-2012 | Hitnotering: 31-12-2011 t/m 21-01-2012 | Hitnotering: 31-12-2011 t/m 21-01-2012 | Hitnotering: 31-12-2011 t/m 21-01-2012 |
| Week:                                  | 1                                      | 2                                      | 3                                      | 4                                      |                                        |
| -------------------------------------- | -------------------------------------- | -------------------------------------- | -------------------------------------- | -------------------------------------- | -------------------------------------- |
| Positie:                               | 66                                     | 75                                     | 94                                     | 76                                     | uit                                    |